# Birgit Klein
Birgit Klein (født 14. april 1945) er et dansk medium og er forfatter af en række kanaliserede bøger om spirituelle emner. Hun har magistergraden i psykologi fra Københavns Universitet. Hendes bøger er solgt i over 100.000 eksemplarer, hovedsagelig i Danmark og Norge.
Hun beskriver selv sin opvækst som meget politisk, og hun var hele tiden optaget af livet og det som lå bagved, og hvad meningen var med det hele. Hun oplevede først sit åndelige gennembrud efter at hun begyndte at meditere i 1979. På det tidspunkt havde hun allerede universitetsstudier i filosofi og psykologi bag sig. Hun oplevede derefter en hurtig udvikling, og hun begyndte at fordybe sig i astrologi. I 1982 begyndte hun angiveligt at udvikle en paranormal evne til at høre beskeder fra åndelige væsner, såkaldt clearaudience. Dette gav stødet til hendes bogproduktion, som i sin helhed er et budskab til menneskeheden fra åndeverdenen, enten inspirerede eller dikterede.
Birgit Klein mener, at bøgerne hun skriver er af en sådan karakter, at læseren kommer i direkte kontakt med det åndevæsen, som har inspireret eller dikteret bogen. Hun hævder også, at det har en direkte helbredende effekt på læseren at komme i kontakt med det hun omtaler som »højt udviklede ånder«.

## Ekstern links
- Birgit Kleins nettsted Arkiveret 18. februar 2007 hos  Wayback Machine